# Nadin Dawani
Nadin Dawani (arabisch نادين دواني; * 20. April 1988 in Amman) ist eine jordanische Taekwondoin, die im Schwergewicht aktiv ist.
Dawani bestritt bereits mit 13 Jahren ihre ersten internationalen Titelkämpfe. In Hua Chang wurde sie in der Klasse bis 63 Kilogramm Juniorenasienmeisterin, im Erwachsenenbereich debütierte sie bei der Weltmeisterschaft 2001 in Jeju-si. Bei der Weltmeisterschaft 2003 in Garmisch-Partenkirchen zog sie ins Achtelfinale ein und errang ihr bislang bestes WM-Ergebnis. Erfolgreich verlief das Jahr 2004. Zunächst gewann Dawani bei den Panarabischen Spielen in Algier im Schwergewicht Gold, dann startete sie in der Klasse über 67 Kilogramm bei den Olympischen Spielen 2004 in Athen. Sie zog ins Halbfinale ein, verpasste nach zwei Niederlagen eine Medaille aber knapp und wurde Fünfte.
In den folgenden zwei Jahren gewann Dawani weitere Medaillen im Juniorenbereich, ehe sie 2006 in Bangkok mit Bronze und 2008 in Henan ihre ersten Medaillen im Erwachsenenbereich bei Asienmeisterschaften gewinnen konnte. Sie startete in Peking bei ihren zweiten Olympischen Spielen, schied aber nach einer Auftaktniederlage gegen Sarah Stevenson frühzeitig aus. Bei den Asienspielen 2010 in Guangzhou gewann sie im Schwergewicht Bronze. Beim asiatischen Olympiaqualifikationsturnier 2011 in Bangkok konnte sich Dawani auch die Teilnahme an ihren dritten Olympischen Spielen 2012 in London sichern. Sie schlug im Finale der Klasse unter 67 Kilogramm Ferusa Jergeschowa. Bei der Asienmeisterschaft 2012 in Ho-Chi-Minh-Stadt wurde sie in der Klasse über 73 Kilogramm erstmals Asienmeisterin.